# Informacja pełnotekstowa
Informacja pełnotekstowa – informacja, która odsyła użytkowników do źródła i do dokumentów, których poszukują. Charakteryzuje się odpowiednią formą i jakością. Rozbudowana infrastruktura sieciowa sprawia, że publikacje pełnotekstowe są społecznie przyjętym sposobem korzystania z badań naukowych i ogólnie pojętej wiedzy.
Specyfika współczesnych systemów informacyjnych i ich użytkowników zdecydowanie zmierza w kierunku otwierania dostępu do informacji pełnotekstowej. Bibliografia trafia do komputera, potem udostępniana jest w Sieci. Jednak ten proces ma bardzo silny wpływ na postać i sposób funkcjonowania bibliografii. Uzyskuje ona na końcu zupełnie nową tożsamość oraz często zdecydowanie różni się od oryginału i jest nierozpoznawalna.
Dobre zarządzanie zasobami pełnotekstowymi jest możliwe dzięki kreatywności w podejściu do wszystkich technologii, systemów i aplikacji, które są już wykorzystywane do zarządzania biblioteką. Poszukiwana informacja powinna być szybko i łatwo znaleziona.

## Informacja pełnotekstowa w bibliotekach
Biblioteki były i są częścią systemu zarządzania informacją. Katalogi, kartoteki, bibliografie, zintegrowane systemy zarządzania biblioteką istnieją, aby jak najpełniej wykorzystać potencjał otaczających nas informacji. Od wielu lat polskie biblioteki wspierają rozwój zasobów pełnotekstowych, współtworząc repozytoria instytucjonalne czy biblioteki cyfrowe. Instytucje te starają się również promować zasoby elektroniczne wśród swoich użytkowników. Propagowanie wiedzy w zasobach cyfrowych polega na takich działaniach, jak:
- tworzenie wykazu bibliotek cyfrowych na stronach bibliotek,
- tworzenie wykazu czasopism elektronicznych,
- tworzenie wykazu baz odsyłających (ARIANTA, FBC i in.),
- tworzenie wykazu linków, czyli wybranych przez bibliotekarza stron internetowych udostępniających cyfrowe publikacje z różnych dziedzin[4].

## Informacja pełnotekstowa a clustering
Clustering stosowany jest obecnie do podniesienia jakości prezentacji wyników poszukiwań w rozległym Internecie, można tę technikę zaimplementować w naukowych serwisach prezentujących informację pełnotekstową, także w bibliografiach, bowiem clustering wykorzystuje algorytmy analizujące całą przestrzeń tekstową dokumentu, nie tylko typowe dla dokumentów internetowych metaznaczniki.